# خشونت علیه زنان در ونزوئلا
خشونت علیه زنان در ونزوئلا (انگلیسی: Violence against women in Venezuela) شامل انواع خشونت علیه زنان در ونزوئلا می‌شود. به دلیل فساد و بحران در ونزوئلا، مجرمان تحت پیگرد قانونی قرار نمی‌گیرند. در سال ۲۰۱۴، تنها ۰٫۷ درصد از شکایات رسمی خشونت علیه زنان به محاکمه منتهی شد. پایگاه داده‌ای متعلق به سازمان ملل در مورد خشونت علیه زنان در ونزوئلا وجود دارد.
بحران در ونزوئلا نه تنها به افزایش خشونت فیزیکی مستقیم علیه زنان در این کشور، بلکه به افزایش خشونت غیرمستقیم نیز کمک کرده‌است. این خشونت غیرمستقیم به دلایل متعدد به طرق مختلف ظاهر می‌شود. مراقبت‌های بهداشتی در ونزوئلا یک «امر لوکس و تجمل گرا» است و زنان به‌طور فزاینده ای قادر به مراقبت از کودکان بدون این حمایت نیستند - به همین دلیل، بیشتر زنان ونزوئلا عقیم شدن را انتخاب می‌کنند. اقتصاد ضعیف و بحران مهاجرت به این معنی است که زنان مجبور به تن‌فروشی جنسی می‌شوند و از این رو در برابر قاچاق جنسی آسیب‌پذیر هستند. بحران کشور، زنان ونزوئلا را بسیار آسیب‌پذیرتر از مردان، آسیب‌پذیرتر در برابر فقر و به‌ویژه در برابر خشونت کرده‌است.

## تاریخچه

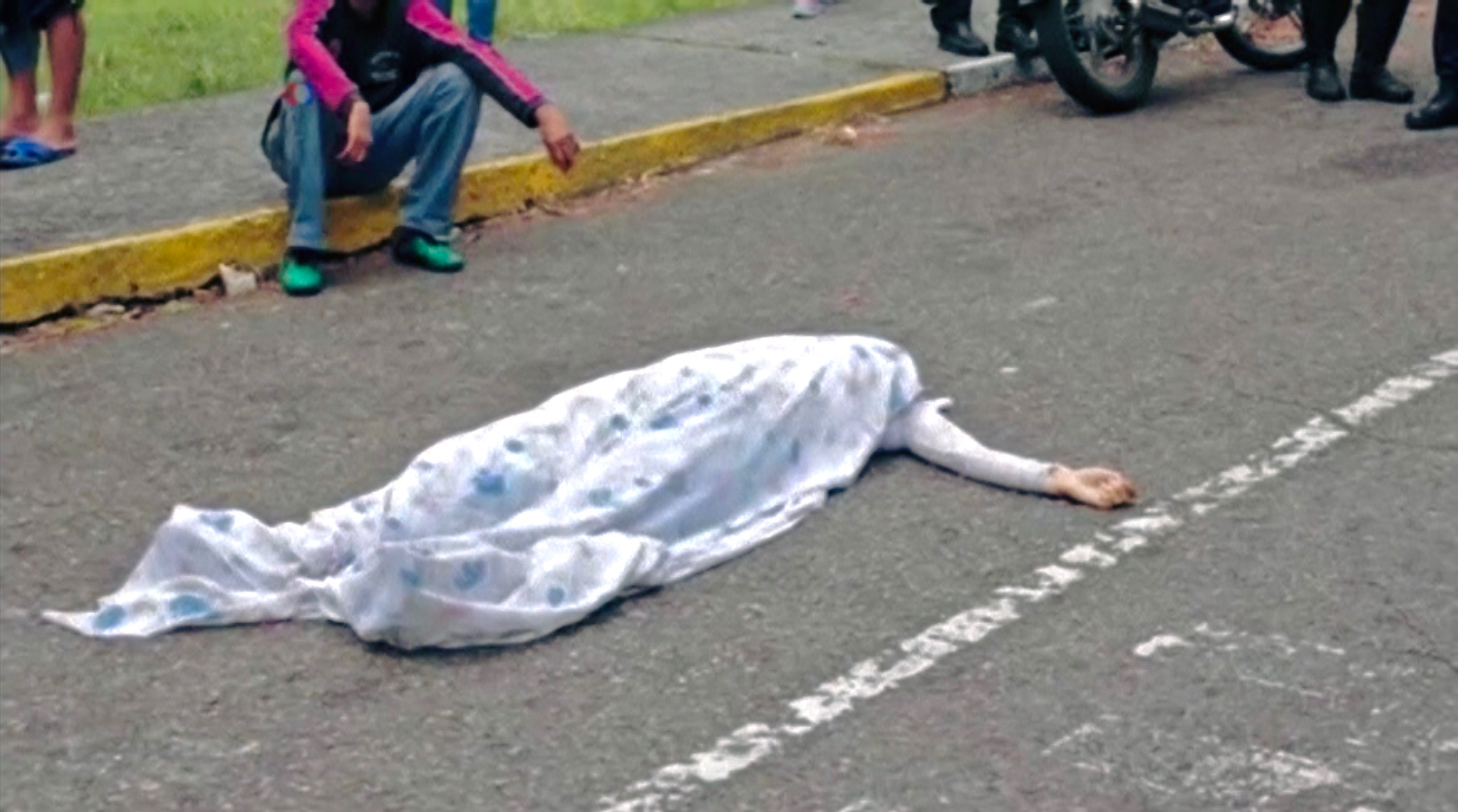
کشته‌شدن پائولا رامیرز، در جریان اعتراضات ۲۰۱۷ ونزوئلا

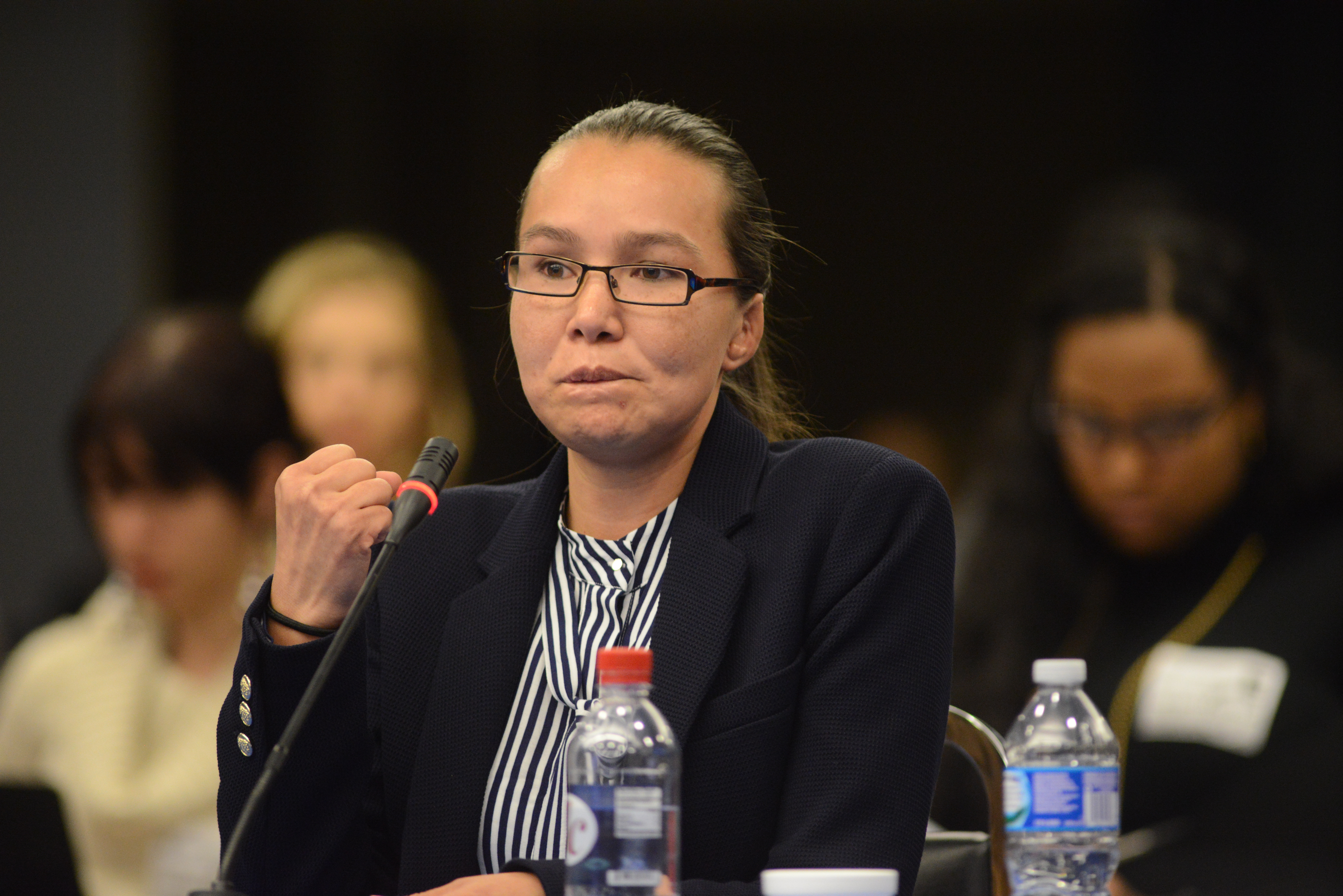
لیندا لوایزا در کمیسیون بین آمریکایی حقوق بشر، ۲۰۱۶

لیندا لوایزا، زنی که در سال ۲۰۰۱ مورد تجاوز و شکنجه قرار گرفت، توسط ۵۹ قاضی مختلف نادیده گرفته شد و جلسات دادگاه او ۳۸ بار در طول هفده سال به تعویق افتاد. دولت همچنین کنوانسیون حقوق بشر در سال ۲۰۱۲ را نادیده گرفت و به دادگاه‌های اجازه می‌داد که صلاحیت این نهادها و نهادهای مرتبط را نادیده بگیرند. در آوریل ۲۰۲۱، پس از محکوم شدن آلخاندرو سوجو، خواننده ونزوئلایی و عضو گروه Los Colores به سوء استفاده جنسی، چندین اتهام آزار جنسی، از جمله علیه خردسالان، علیه نوازندگان و هنرمندان در ونزوئلا علنی شد. هشتگ YoSíTeCreo# (#من تو را باور دارم) در رسانه‌های اجتماعی ترند شد. در ۲۸ آوریل، وزارت عمومی ونزوئلا تحقیقاتی را علیه آلخاندرو سوجو آغاز کرد.

## عوامل

### بحران در ونزوئلا
بحران کنونی در ونزوئلا نه تنها به افزایش خشونت فیزیکی مستقیم علیه زنان در این کشور، بلکه به افزایش خشونت غیرمستقیم نیز کمک کرده‌است. این خشونت غیرمستقیم به دلایل متعدد به طرق مختلف ظاهر می‌شود. مراقبت‌های بهداشتی در ونزوئلا به امری تجملی و لوکس تبدیل شده‌است و زنان به‌طور فزاینده‌ای قادر به مراقبت از کودکان بدون این حمایت نیستند. به همین دلیل، بیشتر زنان ونزوئلایی عقیم شدن را انتخاب می‌کنند. اقتصاد ضعیف و بحران مهاجرت به این معنی است که زنان مجبور به تن‌فروش جنسی می‌شوند و از این رو در برابر قاچاق جنسی آسیب‌پذیر هستند. بحران اقتصادی، زنان ونزوئلا را بسیار آسیب‌پذیرتر از مردان، آسیب‌پذیرتر در برابر فقر و بی‌توجه‌تر در برابر خشونت کرده‌است.

### شیءانگاری جنسی
با توجه به ظهور صنعت مسابقات زیبایی، زنان ونزوئلا به عنوان اشیاء زیبایی و جنسی مورد توجه قرار گرفته‌اند. استر پیندا، کارشناس مطالعات زنان ونزوئلا، بیان کرد که محبوبیت دوشیزه ونزوئلا و سایر مسابقات در ونزوئلا نشان می‌دهد که چگونه این کشور «عمقاً جنسیت گرا» است. با وجود جنجال‌هایی که ملکه زیبایی ونزوئلا با آن مواجه است، جنبش من هم در ونزوئلا اهمیتی نداشته‌است. به گفته پیندا، در ونزوئلا «زیبایی جسمانی به عنوان یک ارزش تلقی می‌شود. . . . و بیش از هر صفت دیگری به آن اهمیت داده شده‌است.»
شرکت کنندگان ملکه زیبایی ونزوئلا ممکن است در معرض فحشا و استثمار جنسی قرار گیرند. شرکت کنندگان جوان برای جلب رضایت جنسی به افراد قدرتمند جامعه ونزوئلا منتقل می‌شوند. در کشوری مملو از فقر، زنان آسیب‌پذیر برای دریافت پول به افراد ثروتمند مراجعه می‌کنند. با مشارکت اغلب ده‌ها هزار دلار آمریکا، این شرکت‌کنندگان برای کمد لباس، جراحی‌های زیبایی، عکاسی و حمایت‌های مالی به منظور ایجاد توهم زیبایی «کامل» که در فرهنگ ونزوئلا مورد احترام است، تن به روابط جنسی می‌دهند. با بدتر شدن بحران در ونزوئلا بولیواری، زنان ونزوئلایی برای یافتن راهی برای خروج از این کشور فقیر بر این مسابقه تکیه کرده‌اند.

## آمار
دولت ونزوئلا آمار موثقی در مورد خشونت علیه زنان در این کشور ارائه نمی‌کند. با این حال، کمیته رفع تبعیض علیه زنان در سال ۲۰۱۴ اعلام کرد که خشونت علیه زنان در ونزوئلا «گسترده و در حال افزایش» است. شبکه‌های قاچاق جنسی بین ونزوئلا و ترینیداد و توباگو در دهه ۲۰۱۰ افزایش یافت و زنان ونزوئلایی با حمایت مقامات ونزوئلا به قیمت صدها دلار به خریداران مستقر در ترینیداد و توباگو فروخته شدند. زنان ونزوئلایی اخراج شده از ترینیداد و توباگو گهگاه گفته‌اند که از روی اراده آزاد در آنجا نبوده و قربانی قاچاق جنسی بوده‌اند.

## قانون
در سال ۲۰۰۷، این کشور قانونی در مورد حق زنان برای زندگی عاری از خشونت را تصویب کرد. گزارش سازمان ملل متحد در سال ۲۰۱۴ با نگرانی اشاره کرد که اگرچه تأسیس کمیسیون ملی عدالت جنسیتی وجود داشته‌است، بسیاری از زنان دسترسی مؤثری به عدالت ندارند. سازمان ملل متحد به شدت نگران تداوم نگرش‌های مردسالارانه و کلیشه‌های ریشه دار در جامعه و فرهنگ ونزوئلا بود. علیرغم قوانینی که برای حمایت از زنان اجرا شده‌است، خشونت علیه زنان و دختران گسترده و در حال افزایش است.

### توصیه‌های بین‌المللی
در سال ۲۰۱۱ کانادا، میانمار، کامبوج، آنگولا و سریلانکا توصیه کردند که ونزوئلا به پیگیری گسترش حقوق و حمایت از زنان ادامه دهد. اندونزی به‌طور خاص از این کشور خواست تا تلاش‌ها را برای ترویج و حمایت از حقوق زنان به‌ویژه در رابطه با خشونت مبتنی بر جنسیت تشدید کند و اسلوونی درخواست کرد که آنها باید «تمام اقدامات لازم را برای از بین بردن خشونت علیه زنان انجام دهند. همچنین با حصول اطمینان از تعقیب و مجازات مرتکبین چنین خشونتی، و همچنین با از بین بردن نگرش‌های کلیشه ای و الگوهای رفتاری مردسالارانه که حقوق زنان را تضعیف می‌کند».